# Denstedt
Denstedt ist ein Ortsteil der Landgemeinde Ilmtal-Weinstraße im Landkreis Weimarer Land in Thüringen.

## Lage
Denstedt liegt östlich von Großkromsdorf und Kleinkromsdorf südlich der Ilm etwa einen Kilometer entfernt von der Kreisstraße 501. Die Gemarkung von Denstedt befindet sich in einem ausgeprägten Ackerbaugebiet. Die Ilm und wasserführenden Erosionsrinnen sind begrünt.

## Geschichte

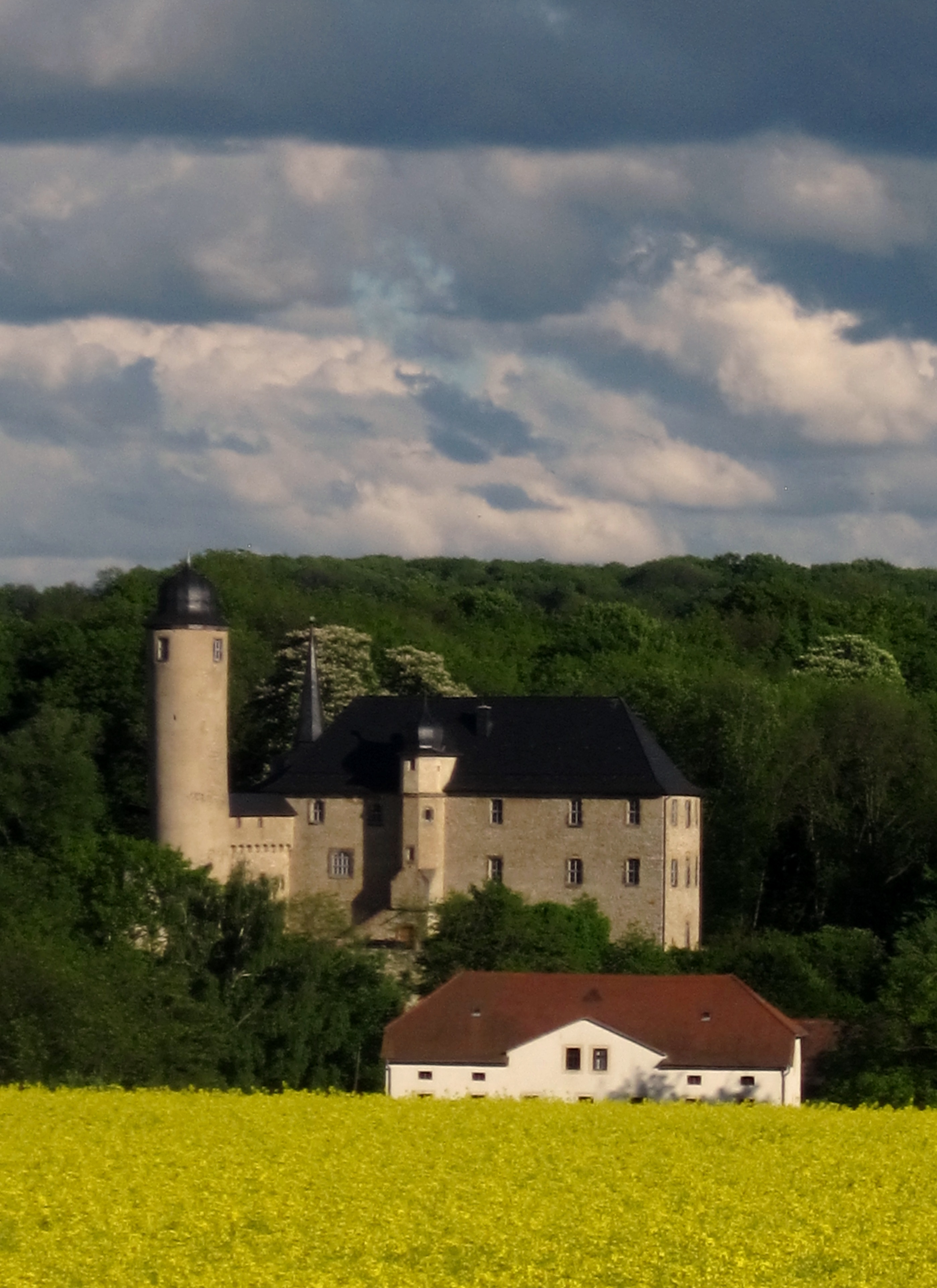
Burg

Am 20. Mai 1170 wurde das Straßendorf Denstedt erstmals urkundlich genannt. Im Mittelalter gehörte der Ort dem Adelsgeschlecht von Dehnstedt, das 1768 ausstarb. Das Kloster Heusdorf war im Ort auch Mitbesitzer. Die Bevölkerung lebte von der Landwirtschaft, Obstbau und Schafzucht. Das noch heute existierende Schnitterhaus diente den Feldarbeitern als Unterkunft. Um 1600 war der Waidanbau gefragt. Bis in das 19. Jahrhundert war der Ort ein Rittergutsdorf mit zwei Gütern und nur drei Bauern. Eine Mühle wurde bereits 1170 erwähnt. Die Schule stammt aus dem Jahr 1579. Die Burg Denstedt war ursprünglich eine Wasserburg. Mit der Ersterwähnung von Denstedt ist auch die der Clauder Mühle verbunden. Zum Besitztum der Linker von Lützenwick in Denstedt gehörte auch das Vorwerk Linkers Hof, das 1746 errichtet wurde. Es ging 1533 die Flur der Wüstung Großen-Rode bei Weimar am Großen Ettersberg an die Herren von Denstedt über, weshalb sich für das Flurstück der Name Herrenrödchen einbürgerte.
Eine Straße wurde nach dem Ort in Denstedter Straße benannt. In Apolda gibt es einen Denstedter Weg.

## Persönlichkeiten
- Christian Wilhelm Oemler (1728–1802), Theologe und Schriftsteller
- Johann Friedrich Carl Albert von Linker und Lützenwick (1773–1844), Oberforstmeister, Landrat
- Heinrich Seesemann (1898–1980), Oberstaatsanwalt und NS-Straftäter
- Carl Wilhelm Heinrich Freiherr von Lyncker (1767–1843), Landrat in Jena.
- Michael von Hintzenstern (* 1956), entdeckte 1980 die Bedeutung der Orgel der Kirche von Denstedt und machte sie als Liszt-Orgel Denstedt überregional bekannt